# Confédération paysanne
Confédération paysanne (Confederación Campesina) es un sindicato agrícola francés. Es miembro de la Coordination paysanne européenne (Coordinación campesina europea) y de la organización internacional Vía Campesina.

## Historia
Confédération paysanne nació en el año 1987 fruto de la confluencia y unión de dos sindicatos minoritarios, la FNSP de orientación socialista y la CNSTP de origen anarcosindicalista.
En las elecciones a la cámara de agricultura que tuvieron lugar en enero de 2001, Confédération paysanne obtuvo el 26,82% de los votos. Este resultado la situaba como el segundo sindicato agrícola. Obtuvo en cambio el 19,57 % de los votos en las últimas elecciones de enero de 2007. Aun así, se mantiene como segundo sindicato agrícola francés, después del FNSEA y justo delante de la Coordinación rural.
Las acciones de sus activistas, entre ellos José Bové, en la escena nacional e internacional dieron a conocer el sindicato más allá de sus simpatizantes y fronteras francesas. 

## Objetivos
La Confederación campesina milita por una agricultura campesina respetuosa con el medio ambiente, el empleo agrícola y la calidad de los productos. Participando en la red " Via Campesina ", lucha por el reconocimiento del derecho a la soberanía alimentaria. Junto a esta reivindicación y su participación en los foros sociales, es un actor importante en el seno del movimiento altermundista. El sindicato exige también el fin de las subvenciones agrícolas europeas las cuales benefician a las grandes explotaciones y es solidario con los campesinos de países en vías de desarrollo frente a las multinacionales de la industria agroalimentaria.

## Acciones
Sus acciones contra la sobretasa del queso roquefort en los Estados Unidos (en respuesta a Europa por la importación de buey con hormonas), contra los proyectos de la Organización Mundial del Comercio (OMC) en agosto de 1999 y contra la utilización de los organismos genéticamente modificados (OGM) encontraron un eco que importaba en el seno de la opinión pública.
Edita la publicación mensual Campagnes Solidaires (Campañas Solidarias).

## Portavoces
- Yves Manguy, de 1987 a 1989
- Guy Lefur
- Gabriel Dewalle
- François Dufour, de 1996 a 2000
- José Bové, desde abril de 2000 hasta abril de 2004
- Brigitte Allain y Jean-Emile Sanchez elegidos el 8 de abril de 2004 en el décimo congreso de la confederación que se desarrolló en Estrasburgo
- Gérard Durand (que dimitió el 2 de febrero de 2007) y Regular Hochart son elegidas el 22 de junio de 2005 en el congreso Drôme. Reelegidos el 20 de abril de 2006 en la asamblea general de Bagnolet.